# Vassieux-en-Vercors
Vassieux-en-Vercors là một xã thuộc tỉnh Drôme trong vùng Rhône-Alpes đông nam nước Pháp. Xã Vassieux-en-Vercors nằm ở khu vực có độ cao trung bình 1048 mét trên mực nước biển.
Xã nằm trên khu vực karst.